# 2011年の航空
< 2011年
2010年の航空 - 2011年の航空 - 2012年の航空
2011年の航空（にせんじゅういちねんのこうくう）とは、2011年（平成23年）に起こった航空関係の出来事をまとめたページである。

## 出来事の一覧

### 1月
- 1月10日
  - （アライアンス加盟発表） サウジアラビア航空（サウジアラビア・ジェッダ）が、2012年を目処にスカイチームに正式加盟を発表。
- 1月19日
  - （アライアンス加盟発表） ミドル・イースト航空（レバノン・ベイルート）が、2012年を目処にスカイチームに正式加盟を発表。
- 1月24日
  - （事件） ロシア連邦・モスクワのドモジェドヴォ空港のターミナルビルで爆破テロが発生。36名が死亡、126名が負傷した。
- 1月26日
  - （合併破談） 昨年2月に合意していたギリシャのオリンピック航空（アテネ）とエーゲ航空（アテネ）の合併を審査していた欧州委員会 (EC) は、市場競争の阻害を理由に両社の合併を不認可とする事を発表した。

### 2月
- 2月10日
  - （設立） 全日本空輸（東京都港区）とファーストイースタン・インベストメントグループ（香港の投資ファンド）が共同で、格安航空会社 (LCC) 「A&F・Aviation」（本社 : 東京都港区東新橋の汐留シティセンター内）を設立（同年5月24日にPeach Aviation株式会社へと社名変更）。2011年度下期から関西国際空港（大阪府泉佐野市、泉南郡田尻町、泉南市）を拠点に運航開始予定。
- 2月20日
  - （機材退役） 日本航空インターナショナル（現・日本航空）（東京都品川区）が本日、ボーイング747-400D型機（ジャンボ、国内線仕様）を沖縄/那覇発東京/羽田行きの運航をもって退役。
  - （国際化完了） 東京国際空港（羽田空港）（東京都大田区）に、アメリカン航空 ニューヨーク線、デルタ航空 デトロイト線、ブリティッシュ・エアウェイズ ロンドン線、21日未明にデルタ航空 ロサンゼルス線の就航開始により昨年10月から始まった本格的な国際化がほぼ完了。今回の4路線の開設により世界の17の都市（空港）と直行便で結ばれた。
- 2月27日
  - （便名統一） エア・インディア(AI)（インド・ムンバイ）が、旧インディアン航空(IC)との合併に伴う便名統一を完了したと発表。

### 3月
- 3月1日
  - （本社移転） 日本航空インターナショナル（現・日本航空）の子会社、株式会社ジェイエアが、愛知県西春日井郡豊山町（愛知県営名古屋空港内）から大阪府池田市（大阪国際空港近郊）に本社を移転。
  - （機材退役） 日本航空インターナショナル（現・日本航空）が本日、ボーイング747-400型機（ジャンボ、国際線仕様）をホノルル発東京/成田行き、沖縄/那覇発東京/成田行きの運航をもって退役。
  - （出資検討） 全日本空輸とファーストイースタン・インベストメントグループ（香港の投資ファンド）が共同で設立した「A&F・Aviation」が、産業革新機構から出資を受ける方向で最終調整していることがわかった。出資比率は約20%になると見られ全日本空輸とファーストイースタン・インベストメントグループに次ぐ株主となる予定。
- 3月11日
  - （空港閉鎖） 東日本大震災（東北地方太平洋沖地震）の影響により、いわて花巻空港（岩手県花巻市）がターミナルビル損傷の影響により、仙台空港（宮城県名取市、岩沼市）が冠水の影響により、茨城空港（茨城県小美玉市）がターミナルビル中央部分の天井の落下による影響により、それぞれ空港を閉鎖。
- 3月12日
  - （24時間化） 東日本大震災（東北地方太平洋沖地震）の影響による緊急物資の輸送のため、山形空港（山形県東根市）を8:00-19:30から24時間化。
- 3月14日
  - （空港再開） 東日本大震災（東北地方太平洋沖地震）の影響により、11日から閉鎖されていた茨城空港が、本日再開した。なお、影響により、空港内の一部は立入禁止のままの再開となった。
  - （24時間化） 東日本大震災（東北地方太平洋沖地震）の影響による緊急物資の輸送のため、いわて花巻空港を8:00-19:30から24時間化。
  - （24時間化） 東日本大震災（東北地方太平洋沖地震）の影響による緊急物資の輸送のため、福島空港（福島県石川郡玉川村、須賀川市）を8:30-20:00から24時間化。
- 3月17日
  - （滑走路再開） 東日本大震災（東北地方太平洋沖地震）の影響により、11日から閉鎖されていた仙台空港で航空機による救援物資の輸送を開始した。なお、今回再開した、「B滑走路」は、3,000mの内、1,500mまでしか、利用は出来ない。
- 3月19日
  - （国連発表） 国連国際民間航空機関 (ICAO)（カナダ・モントリオール）は、東京電力福島第一原発（福島県双葉郡大熊町、双葉町）の事故による、航空会社間で日本への発着を懸念していることから、「日本への渡航制限はない」とする見解を発表した。
- 3月21日
  - （機材退役） 全日本空輸が、ボーイング747-400型機（ジャンボ、国際線仕様）を本日をもって退役。
- 3月27日
  - （ダイヤ変更） 本日から、航空ダイヤが夏ダイヤに変更。
  - （便名変更） JALエクスプレス (JEX,JC)（大阪府池田市）が、「共同引受」により、日本航空インターナショナル（現・日本航空）便名（JAL,JL）に変更。
- 3月28日
  - （更生手続き終了） 経営破綻中の日本航空インターナショナル（現・日本航空）の、更生手続きが本日をもって終了。取引銀行団は、すでに了承し、東京地裁も内諾している。これによって日本航空インターナショナルは、東京地裁の管理を離れ、1年2ヶ月ぶりに「普通の株式会社」に復帰。
  - （運休） 新潟県の支援を受けて運航していた、ウラジオストク航空の新潟 - ウラジオストク、新潟 - ハバロフスク線が運休。
- 3月31日
  - （グループ脱退） 株式会社北海道エアシステム（北海道千歳市）が、JALグループから脱退。
  - （平常化） 東日本大震災（東北地方太平洋沖地震）の影響による緊急物資の輸送によって延長されていた、いわて花巻空港の運用時間を元の8:00-19:30に変更。
  - （機材退役） 新中央航空（茨城県龍ケ崎市）が、ブリテン・ノーマン アイランダーを本日をもって退役。

### 4月
- 4月1日
  - （運用時間延長） 東日本大震災（東北地方太平洋沖地震）の影響により、いわて花巻空港の運用時間を8:00-19:30から7:00-21:30に変更。
  - （会社名変更） 株式会社日本航空インターナショナルが、日本航空株式会社に商号（社名）を変更。
  - （機体塗装変更） 日本航空グループがかつて使用していた「鶴丸マーク」を、一部ロゴデザインを変更した上で復活させる。
  - （太陽光発電運用開始） 九州電力（福岡県福岡市中央区）グループのキューデン・エコソル（福岡県福岡市中央区）は、福岡空港（福岡県福岡市博多区）の国際線ターミナルビルで太陽光発電設備の運用を開始。この設備は、207kWの発電が可能で、空港としては、東京国際空港（羽田空港）（東京都大田区）、中部国際空港（セントレア）（愛知県常滑市）に次ぐ規模の発電となる。
- 4月6日
  - （納入前倒し） エアバス社（フランス・トゥールーズ）は、本日近・中距離型機の「A320NEO」を半年前倒しの、2015年10月からの納入開始を発表。
- 4月8日
  - （運用時間延長） 東日本大震災（東北地方太平洋沖地震）の影響により、山形空港の運用時間を8:00-19:30から6:30-22:00に変更。
- 4月13日
  - （運航再開） 東日本大震災（東北地方太平洋沖地震）の影響により、先月11日から運休していた、仙台空港発着の民間便の運航を一部再開。ただし、日本航空の東京/羽田線（1日1往復）、大阪/伊丹線（1日2往復）、全日本空輸の東京/羽田線（1日3往復）のみとなる。
  - （航空運送事業申請） 全日本空輸とファーストイースタン・インベストメントグループ（香港の投資ファンド）が共同で設立した格安航空会社(LCC) 「A&F・Aviation」が、本日国土交通省に航空運送事業の許可取得申請を行った。それによると、関西国際空港を拠点に国内線が、札幌/新千歳（1日3往復、2012年3月から就航開始予定）、福岡（1日4往復、2012年3月から就航開始予定）の2都市、国際線がソウル/仁川（1日1往復、2012年5月から就航開始予定）の1都市をそれぞれ結ぶ計画。また、機材については、当面の間、エアバスA320-200型機（乗客 : 180名）を3機態勢で運航する。また、今後5月中に、新ブランド名、ロゴデザインなどを発表した上で、運賃やダイヤなどの検討を進めていく予定。なお、就航開始後は、5年目までに機材を16機態勢に構築し、年間600万人の利用を見込む。

### 5月
- 5月11日
  - （アライアンス加盟） アエロフロート・カーゴ（ロシア・モスクワ）が、スカイチーム・カーゴに正式加盟。
- 5月24日
  - （ブランド発表） 全日本空輸、ファーストイースタン・インベストメントグループ、産業革新機構が出資して設立した、格安航空会社(LCC) 「A&F・Aviation」は、ブランド名を「Peach」（ピーチ）とすることを発表。また、同時に社名をPeach Aviation株式会社に変更。また、本社も東京都港区東新橋の汐留シティセンター内から大阪府泉南郡田尻町の関西国際空港内に移転。
- 5月31日
  - （機材退役） 日本航空が、エアバスA300-600R型機を3月26日の鹿児島発東京/羽田行きの便をもって退役予定だったが、東日本大震災（東北地方太平洋沖地震）の影響により、東京国際空港 - 青森空港（青森県青森市）線、東京国際空港 - 秋田空港（秋田県秋田市）線に飛ばすことを3月24日に発表した。後に、5月31日の青森発東京/羽田行きのJAL1208便の運航をもって退役した。なお、同機の退役により日本航空が保有するエアバス機は全て姿を消した。また、日本国内のエアバスA300型機も全て姿を消すこととなった。

### 6月
- 6月1日
  - （新ロゴ発表） 3月31日をもってJALグループから脱退した、「北海道エアシステム (HAC)」が、新しいロゴマークが決定したと発表。
  - （ハブ機能移転） 北海道エアシステムが、ハブ機能を新千歳空港（北海道千歳市）から丘珠空港（北海道札幌市東区丘珠町）に移転。これにより、新千歳空港から完全撤退し、丘珠空港に集約が完了した。また、本社も新千歳空港内から丘珠空港内に移転。
- 6月4日
  - （航空事故未遂） 奥尻空港（北海道奥尻郡奥尻町）で、着陸をやり直そうとした北海道エアシステム機が、地上30mまで異常接近する事故が発生。1秒でも対応が遅れていたら墜落していた程である。同月29日に同社に対し国土交通省が、業務改善命令を提出。
- 6月5日
  - （新規就航） サハリン航空（ロシア連邦・ユジノサハリンスク）が、ハバロフスク - ペトロパブロフスク・カムチャツキー線を週2便で就航開始。
- 6月8日
  - （新規就航） S7航空（ロシア連邦・モスクワ）が、北京 - ハバロフスク線を週1便で就航開始。
- 6月17日
  - （A380導入） 大韓航空（韓国・ソウル市）が、エアバス社の超大型機「A380」を初導入。ソウル/仁川 - 東京/成田線、ソウル/仁川 - 香港線に投入。これにより、世界の航空会社としては6社目の導入となる。同社によると、今年の年末までに同機を更に5機を受け取る予定で、今後、7月にソウル/仁川 - バンコク線、9月にソウル/仁川 - パリ線、10月11日にソウル/仁川 - ロサンゼルス線などにそれぞれ投入する予定。
- 6月18日
  - （航空事故） 大阪国際空港（伊丹空港）（兵庫県伊丹市、大阪府豊中市、池田市）から高知空港（高知県南国市）へ向かっていたボンバルディアDHC-8-300がエンジントラブルを起こし、伊丹空港に引き返した。
- 6月21日
  - （アライアンス加盟） 中国東方航空（中国・上海市）が、スカイチームに正式加盟。
  - （アライアンス加盟） 中国東方航空子会社の上海航空（中国・上海市）が、スカイチームに正式加盟。
- 6月23日
  - （新規就航） エアプサン（韓国・釜山市）が、東京/成田 - 釜山線を就航開始。
- 6月29日
  - （業務改善命令） 北海道エアシステムに対し国土交通省が、業務改善命令を提出。理由は、6月4日の項を参照。

### 7月
- 7月1日
  - （新ブランド） 日本国内9路線を運航する、スカイネットアジア航空（宮崎県宮崎市）が、新ブランド『ソラシド エア（Solaseed Air）』を導入。
  - （新規就航） アイベックスエアラインズ（東京都江東区）が、中部国際空港（セントレア）に就航開始。名古屋/中部 - 仙台、大分線を運航。
  - （新規就航） スターフライヤー（福岡県北九州市小倉南区）が、福岡空港に就航開始。福岡 - 東京/羽田線を運航。
  - （新規就航） イースター航空（韓国・全羅北道）が、成田国際空港に就航開始。東京/成田 - ソウル/仁川線を運航。
- 7月15日
  - （運航再開） ウラジオストク航空 新潟 - ウラジオストク線の運航再開。なお、新潟 - ハバロフスク線の運休は継続。
- 7月25日
  - （運航再開） 全日本空輸の仙台空港発着路線の運航再開。
  - （運航再開） アイベックスエアラインズの仙台空港発着路線の運航再開。
  - （運航再開） 北海道国際航空の仙台空港発着路線の運航再開。

### 8月
- 8月8日
  - （運用時間変更） 上海虹橋国際空港（中国・上海市長寧区）が24時間運用開始。当空港の24時間化により上海の空港は共に24時間化（もう一方は、国際線専用の上海浦東国際空港）。
  - （設立） 中国・遼寧省大連市に大連航空有限公司が設立された。今年中に国内線を就航開始予定。大連 - 北京、上海/浦東などを結ぶ路線を順次開設し、徐々に国内の主要都市をカバーする。その後、日本・韓国などへの路線を申請する計画。
- 8月9日
  - （合併決定） 全日本空輸は、子会社のエアーニッポン株式会社（東京都港区東新橋）を2012年4月に吸収合併する方針を固めた。両社の管理部門や航空機の整備、運航を一本化。経営を効率化し、需要の見込める国際線を強化する。
- 8月30日
  - （航空機生産） ボーイングが新型機「ボーイング737MAX」の生産に着手することを発表[1]。
- 8月31日
  - （会社設立） 全日本空輸とエアアジア（マレーシア・クアラルンプール）が共同で、格安航空会社「エアアジア・ジャパン株式会社」を設立。本社は東京都港区東新橋の汐留シティセンター内。成田国際空港を拠点に2012年8月から国内線・国際線を運航開始予定。

### 9月
- 9月1日
  - （運航再開） 日本航空の仙台空港発着路線の運航再開。
- 9月7日
  - （事故）　ロシアのヤロスラブリでアイスホッケー選手団を乗せたYak-42型機が全損事故。43名が死亡。（ヤロスラヴリ旅客機墜落事故）
- 9月25日
  - （空港復旧） 仙台空港の旅客ターミナルビルが完全復旧。また、同時に国際線定期便も順次再開予定。
  - （機材引渡し） ボーイング社は、アメリカ・シアトル近郊の施設で、ボーイング787の1号機を全日本空輸に引き渡した。1号機は27日にアメリカ・ワシントン州エバレットのペイン・フィールドを離陸し東京・羽田空港に向け飛び立つ。ボーイング787の納入は、世界中の航空会社で初めて。1号機は今後、10月26日に東京/成田 - 香港間を記念チャーター飛行し、11月1日に東京/羽田 - 岡山線、東京/羽田 - 広島線に、2012年1月から東京/羽田 - フランクフルト線にそれぞれ就航する予定。全日本空輸には今後、今年度中に12機、2017年度末までに55機が納入される計画。
- 9月28日
  - （アライアンス加盟） チャイナエアライン（台湾・桃園）が、スカイチームに正式加盟。
  - （アライアンス加盟） マンダリン航空（台湾・台北）が、スカイチームに正式加盟。
  - （機体塗装変更） チャイナエアラインは、スカイチームへの加盟にあわせて、コーポレートアイデンティティ (CI)、ロゴデザインをリニューアルしたと発表。新しいロゴデザインは、これまで使用してきた梅の花を採用しつつ、シンプルで近代的なデザインに変更した。なお、このロゴデザインの変更にあわせてB747-400型（ジャンボ機）に、新しいロゴデザインとスカイチームの特別塗装機を公開した。
  - （日本到着） ボーイング社の最新鋭中型旅客機 ボーイング787の1号機が本日午前9時頃、アメリカ・シアトルから東京・羽田空港に到着した。ボーイング787は燃費効率を高めた夢の次世代機。当初予定から3年以上遅れての導入となったが、ようやく日本の空でデビューを果たす事になる。

### 10月
- 10月12日
  - （機材引渡し） カーゴルックス航空（ルクセンブルク大公国・ルクセンブルク市）にボーイング747-8Fが引渡された。世界の航空会社で初めての受領となった。カーゴルックス航空はB747-8F型を13機発注済み。
- 10月14日
  - （機材引渡し） 中国南方航空（中国・広州市）にエアバスA380型機が引き渡たされた。中国南方航空は中国で初めて、世界で7社目にA380型機を導入する航空会社となった。中国南方航空は今後5機の導入を予定している。シンガポール航空、エミレーツ航空、カンタス航空、エールフランス、ルフトハンザドイツ航空、大韓航空に続いて7社目の導入となった。10月17日から中国で初めての商業飛行を北京/首都 - 広州線で行う。なお、中国南方航空のA380型機はファーストクラス8席、ビジネスクラス70席、エコノミークラス428席、総座席数506席という配置である。
- 10月29日
  - （運航停止） カンタス航空（オーストラリア・シドニー）は、国内線と国際線すべての運航を直ちに停止すると発表した。カンタス航空の労働組合のストライキに対抗し、組合員を施設から閉め出す異例の強硬措置に踏み切る。労使対立のエスカレートにより、豪州の空の足に深刻な打撃を与えることも懸念されており、同国政府も介入に動き始めた。カンタス航空では、整備士、荷物取扱い作業員、パイロットのそれぞれが加盟する3労働組合との労使交渉のもつれから、8月以降、断続的にストライキが行われてきた。カンタス航空によると、これまでに600便以上が欠航を余儀なくされ、7万人の利用客に影響が出た。ストライキによる損失は6,800万オーストラリア・ドル（日本円で約55億円）に上るとしている。
- 10月30日
  - （ダイヤ変更） 本日から、航空ダイヤが冬ダイヤに変更。
  - （新規就航） スカイマーク（東京都大田区）が、成田国際空港に就航開始。
- 10月31日
  - （運航再開） 労働組合のストライキに対抗し、全ての便の運航を停止していたカンタス航空が本日、一部の便の運航を再開した。カンタス航空は労働組合のストライキに対抗し、全ての便の運航を29日から停止していたが、オーストラリアの仲裁機関は本日未明、業務妨害となる全ての行為を止めるよう命令を出した。これを受け、航空安全当局はカンタス航空の運航再開を許可し、日本時間の14:00前に運航を順次再開した。その他の便についても、48時間以内に運航を順次再開し、通常運航に戻る。なお、今回の運航停止では、シドニー発東京/成田行きの便を含む少なくとも447便が欠航し、およそ7万人が空港などで足止めとなる事態となった。
  - （本社移転） 株式会社ジャル エクスプレス (JEX)は、本日付けで、本社を大阪国際空港（伊丹空港）から東京国際空港（羽田空港）に移転した。移転の理由は、同社が保有するボーイング737-800型機 26機を東京国際空港を中心に運航しているためだという。

### 11月
- 11月2日
  - （新規就航）　S7航空が香港 - ウラジオストク線を就航。
- 11月17日
  - （認可） LOTポーランド航空（ポーランド・ワルシャワ）は2012年の北京線開設に向け、シベリア上空通過の認可を得たと発表。ポーランド政府とロシア政府当局間で交渉が行われました。LOTポーランド航空ではシベリア上空通過により、北京への最短経路を確保出来る。現在、LOTポーランド航空は中国航空当局からの北京でのスロット認可待ち。同社ではこの認可を得られ次第、北京線の予約を開始するとコメントしている。機材はボーイング767型機を使う予定。
  - （上場日決定） スターフライヤー（福岡県北九州市）は、東京証券取引所から第2部への上場承認を受けたと発表。新規上場日は12月21日。スターフライヤーは、2010年3月期、本年3月期と黒字決算で上場は間近と見られていました。同社は2002年に設立。2005年12月にエアバスA320型機の1号機を導入し、2006年3月に北九州空港の開港にあわせて東京/羽田-北九州線で運航を開始した。現在は定期便で東京/羽田-北九州線、東京/羽田-福岡線、東京/羽田-大阪/関西線の3路線に就航しています。今後、国際線定期便を開設する予定で、事業拡大を計画しています。
- 11月18日
  - （正式加盟発表） スカイチームは2012年末までに、厦門航空が正式加盟すると発表。廈門航空の加盟でハブ空港とする廈門、福州、杭州の各ハブ空港と中国国内、東南アジアのネットワークが加わる。今後、廈門航空は路線拡大を計画、長距離路線でオーストラリアを含む大洋州、ヨーロッパ、北アメリカへの便を2014年にも開設する計画です。
  - （就航発表） 韓国の格安航空会社(LCC)、ティーウェイ航空は、12月20日から福岡-ソウル/仁川線に就航する予定。1日2便の運航で、機材はB737-800型機。ティーウェイ航空はまた、来年初めから大阪/関西へも乗り入れる予定。
  - （就航発表） チャイナエアライン（台湾・台北市）は、日本/台湾間のオープンスカイ協定を受け、日本路線で新しい路線を開設することを発表。就航する都市は静岡、鹿児島の2都市。現在の所、台湾発の地点は発表されていませんが、台北/桃園と見られる。この他、新潟、富山への就航も検討している。検討中の2路線は観光資源も豊富と前向きのようです。現在、チャイナエアラインは日本/台湾間に台北/桃園発着で東京/成田、大阪/関西、名古屋/中部、札幌/新千歳、広島、福岡、宮崎、沖縄/那覇線、高雄発着で東京/成田、名古屋/中部線、台北/松山-東京/羽田線の計11路線、週92便を運航している。
- 11月29日
  - （経営破綻） アメリカの航空大手 アメリカン航空（テキサス州フォートワース）が連邦倒産法第11章の適用を申請し事実上経営破綻した。負債総額は296億ドル（約2兆3,000億円）に上る。アメリカン航空は日本航空の提携先で、世界50ヶ国に就航している。世界的に景気が悪化する中、燃料費の高騰など運営コストが膨らんだ上、格安航空会社との運賃競争も影響し、赤字決算が続いていた。アメリカン航空は、破産法の手続きが進められている間は平常通り運航を続け、マイレージポイントも維持する。また、日本航空も共同運航への影響は出ないとしている。アメリカの大手航空会社のほとんどは、破産法の下で再建を進めている。アメリカン航空は自力での再生を図っていたが、経営の改善が遅れており、これを機にコスト競争力を高めていきたいとしている。

### 12月
- 12月13日
  - （アライアンス加盟） エチオピア航空（エチオピア・アディスアベバ）が、スターアライアンスに正式加盟。
- 12月20日
  - （就航開始） 韓国の格安航空会社(LCC) ティーウェイ航空が本日から、福岡-ソウル/仁川線に就航開始。1日2便の運航で、機材はB737-800型機。
- 12月21日
  - （上場） スターフライヤーが、東京証券取引所第2部へ上場。
- 12月28日
  - （新規就航） デルタ航空は本日から、福岡 - ホノルル線の季節便を就航開始。同航空の福岡の乗入れはポートランド線を運航していた2001年以来10年ぶりの復活。福岡-ホノルル線も日本航空インターナショナル（現・日本航空）が2005年に撤退して以来、6年ぶりの復活となった。同航空の日本の就航地は東京/成田、東京/羽田、大阪/関西、名古屋/中部に続き4都市・5空港目となった。

## 死去
- 8月9日 : 竹内良夫（関西国際空港株式会社初代社長。* 1923年?）[2]

## 参照
1. ↑  ボーイング、燃料効率高い「737 MAX」の生産に着手 AFP、2019年10月21日閲覧。
2. ↑  “竹内良夫さん 88歳=関西国際空港会社初代社長”. 毎日新聞. (2011年8月10日).  オリジナルの2012年7月9日時点におけるアーカイブ。 2011年8月16日閲覧。